# Patrizia Adiutori
Patrizia Adiutori (...) è un'attrice italiana.

## Biografia
Patrizia Adiutori è una attrice professionista dal 1969. Il suo esordio cinematografico avviene nel film I peccati di Madame Bovary  con la regia di Hans Schott-Schöbinger. 
Nel 1971 è l'unica presenza femminile del film L'istruttoria è chiusa: dimentichi diretto da Damiano Damiani dove interpreta il ruolo di una giovane e misteriosa donna recitando al fianco di Franco Nero e Riccardo Cucciolla. Nel 1973  è la protagonista del film Canterbury No. 2 - Nuove storie d'amore del '300, diretto da Joe D'Amato.

## Filmografia

### Cinema
- I peccati di Madame Bovary, regia di Hans Schott-Schöbinger (1969)
- Prega il morto e ammazza il vivo, regia di Giuseppe Vari (1971)
- Quando gli uomini armarono la clava e... con le donne fecero din-don, regia di Bruno Corbucci (1971)
- L'istruttoria è chiusa: dimentichi (Tante sbarre), regia di Damiano Damiani (1971)
- Doppia coppia con regina, regia di Julio Buchs (1972)
- Forza 'G', regia di Duccio Tessari (1972)
- Ragazza tutta nuda assassinata nel parco, regia di Alfonso Brescia (1972)
- Fratello homo, sorella bona, regia di Mario Sequi (1972)
- La prima notte di quiete, regia di Valerio Zurlini (1972)
- Giovannona coscialunga disonorata con onore, regia di Sergio Martino (1972)
- Canterbury No. 2 - Nuove storie d'amore del '300, regia di Joe D'Amato (1973)
- Amiche andiamo alla festa, regia di Giorgio Trentin (1973)
- I corpi presentano tracce di violenza carnale, regia di Sergio Martino (1973)